# Landschaftsschutzgebiet Záhorie
Das Landschaftsschutzgebiet Záhorie (slowakisch Chránená krajinná oblasť Záhorie) ist ein Landschaftsschutzgebiet im äußersten Westen der Slowakei, in der traditionellen, nichtadministrativen Landschaft Záhorie. Es ist das erste große weiträumige Naturschutzgebiet in einem Tiefland der Slowakei. Das 275,22 km² große Gebiet liegt in den politischen Bezirken Bratislavský kraj (Okres Malacky) und Trnavský kraj (Okres Senica) und besteht aus zwei recht unterschiedlichen Teilen: einem entlang des Grenzflusses March und einem im Tiefland Borská nížina.
Der Sitz der Verwaltung befindet sich in Malacky.

## Geographie, Flora und Fauna
Im Folgenden werden die getrennten Teile separat behandelt. Geomorphologisch gesehen sind beide Teil der Záhorská nížina, aber unterscheiden sich aus der Sicht der Natur.

### Westteil entlang der March

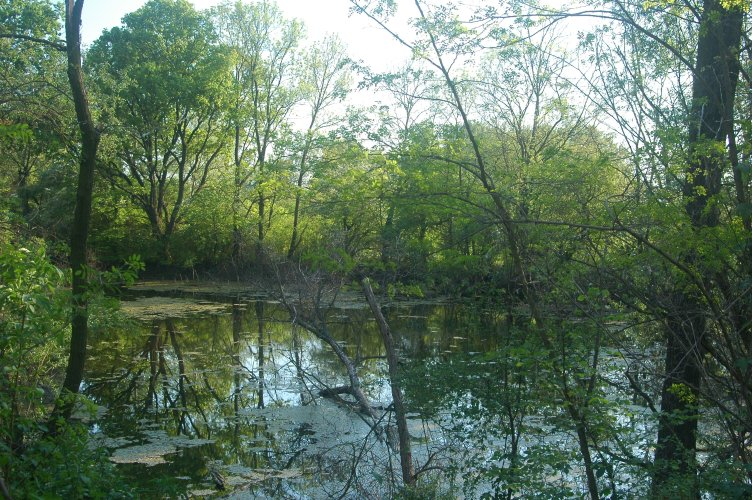
Ein kleiner See in der Auenlandschaft von March

Der westliche Teil nimmt einen Landstreifen am linken Ufer der March (Grenze zu Österreich) ein, zwischen den Ortschaften Kúty im Norden, nur knapp flussaufwärts der Mündung der Thaya, und Stupava im Süden, kurz vor der Stadtgrenze von Bratislava. Die Gemeinden Suchohrad, Záhorská Ves und Vysoká pri Morave liegen innerhalb des Landschaftsschutzgebiets. Die Landschaft besteht aus Auwäldern und Flussauen, komplementiert von zahlreichen Kanälen, kleinen Seen und anderen Feuchtgebieten. Hier befinden sich die größten Flößwiesen der Slowakei. Da zwischen 1948 und 1989 der Eiserne Vorhang an der March verlief, waren weite Gebiete entlang der damaligen Grenze zwischen Tschechoslowakei und Österreich nicht oder nur schwer zugänglich. Somit sind weite Teile noch in urwaldähnlichem Zustand erhalten.
Diese Varietät der Biotope spiegelt sich natürlich auch in der vielfältigen Pflanzen- und Tierwelt wider. Auf den Wiesen sind bisher mehr als 700 Arten der Gefäßpflanzen bekannt. Charakteristisch ist ein großes Vorkommen der Waldreben (Art Clematis integrifolia). Von Bäumen wachsen hier zum Beispiel die Schwarz-Pappel oder die Schmalblättrige Esche. Bedeutend ist das Gebiet entlang der March für verschiedene Zugvogel-Arten. Dazu kommen auch zahlreiche Krustentier-, Weichtier-, Amphibien- und Fischarten. Eine Art „Symbol“ für das Landschaftsschutzgebiet ist der Europäische Biber, der sich in den 1980er Jahren von Österreich heraus verbreitete, nachdem die Art in der Vergangenheit ausgerottet wurde.

### Nordostteil in der Borská nížina

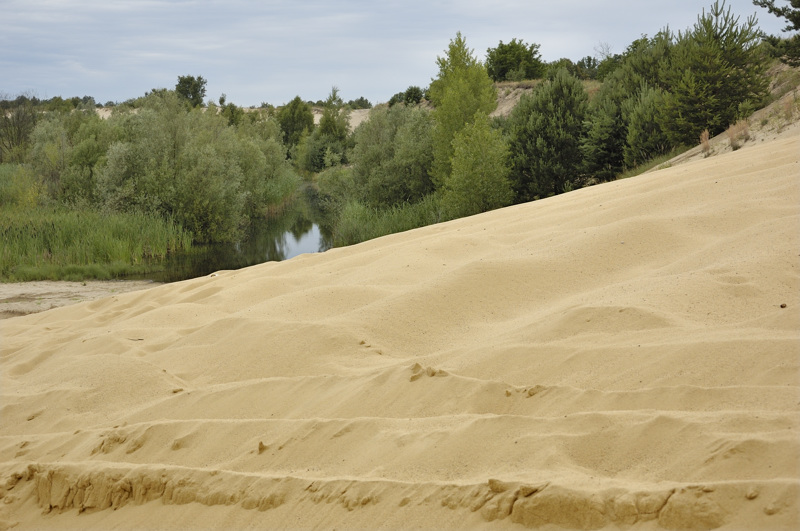
Ein Beispiel der Sanddünen in der Gegend (nicht im Landschaftsschutzgebiet gelegen)

Der Nordostteil liegt zwischen den Gemeinden Závod, Borský Svätý Jur, Šaštín-Stráže und Lakšárska Nová Ves und grenzt im Osten an das Militärgelände Záhorie. Das Gebiet wird vom angewehten Sand und Sanddünen gebildet, die im Zuge des äolischen Transports entstanden. Somit handelt es sich in der Slowakei um ein einzigartiges Phänomen. Dementsprechend ist die Region im Unterschied zu den March-Gebieten mehr trocken und mit einem dünnen Flusssystem, da ein großer Teil des Niederschlags in den Untergrund „verschwindet“. Um die natürlichen Verwehungen des Sandes zu stoppen, werden hier seit dem 17. Jahrhundert in großen Gebieten Kiefern angepflanzt, die auch dem geomorphologischen Tiefland Borská nížina seinen Namen verleihen. Wegen der speziellen Bodenbedingungen wächst hier nur eine kleine Anzahl an Baumarten, wie z. B. neben Kiefern auch Eichen, die zudem auch Symbiose mit den Pilzen benutzen. In den warmen und trockenen Lagen kommen Ameisenlöwen und Wiedehopfe vor. Die Kiefernwälder bieten eine gute Ernährungsbasis für Ziegenmelker, Heidelerchen und Fledermäuse an.

## Besonderer Naturschutz
- Národné prírodné rezervácie (NPR, Nationale Naturreservate)

Abrod (92,37 ha, seit 1964)
Červený rybník (118,91 ha, 1966)
Dolný les (186,26 ha, 1981)
Horný les (543,02 ha, 1981)
Zelienka (82,52 ha, 1980)
- Prírodné rezervácie (PR, Naturreservate)

Bogdalický vrch (33,2 ha, 1993)
Šmolzie (45,59 ha, 1993)
Quelle: